# Wiszniówka (Ukraina)
Wiszniówka (ukr. Вишнівка) – wieś na Ukrainie w rejonie śniatyńskim obwodu iwanofrankiwskiego.